# 医务社会工作
医疗社会工作（Medical Social Work）是社会工作的一个分支，它涉及到医学的社会方面。医疗社会工作者通常在医院、门诊诊所、社区卫生机构、长期护理设施或临终关怀中心工作。他们与需要心理社会帮助的患者和家庭合作。医疗社会工作者评估患者和家庭的心理社会功能，并根据需要进行干预。医疗社会工作者的角色是“恢复个人、家庭和社会生活的平衡，以帮助案主维持或恢复健康，并增强其适应和重新融入社会的能力。” 干预措施可能包括将患者和家庭与社区中必要的资源和支持联系起来，如预防性护理；提供心理治疗、支持性咨询或悲伤咨询；或者帮助患者扩大和加强他们的社会支持网络。简而言之，医疗社会工作者在三个领域提供服务：入院和心理社会评估、案例管理和支持性治疗，以及出院计划和延续住院后的护理。他们还参与患者和员工的教育，以及为卫生计划进行政策研究。